# 南部暫定評議会
南部暫定評議会(なんぶざんていひょうぎかい、アラビア語:  المجلس الانتقالي الجنوبي al-Majlis al-Intiqālī l-Janūbiyy、英語: STC;Southern Transitional Council）はイエメンの分離独立派組織。評議会のメンバーには、南部県の知事5人や政府閣僚2人も含まれ、南部運動の派閥から構成されている。南部運動は2007年に前大統領アリー・アブドッラー・サーレハの任期中に創設され、イエメンからの離脱の呼びかけや働きかけを行った。
2017年5月11日に宣言が行われ、評議会の大統領にアデン県前知事アイドルース・アッ＝ズバイディーが、副大統領に前国務大臣ハーニー・ビン・ブレイクが就任した。評議会の体制はアッ＝ズバイディーの知事解任に抗議する集会で行われたアデン宣言で承認された。STCはイエメン南部の統治を主張している。

## 歴史
2017年4月27日、アデン県知事アイドルース・アッ＝ズバイディーはアブド・ラッボ・マンスール・ハーディー大統領に、大統領に対する背信や自身の南部運動への忠誠で知事を解任された。5月4日、ハーディー大統領の決定に抗議するため、アデンで大規模な集会が開かれた。STCは2017年5月11日に結成された。翌日、ハーディー大統領はSTCを非合法とみなした。 

イエメンの勢力状況（随時更新）
南部暫定評議会の占領地域

2018年1月28日から、STCに忠実な分離独立派が2018年のアデンの戦闘でハーディー政権に反発し、アデンのイエメン政府本部を占拠した。
STCのアイドルース・アッ＝ズバイディー大統領はアデンに非常事態宣言を発令し、「STCはハーディーの南部統治を覆すプロセスを開始した」と述べた。
シーア・ライツ・ウォッチのムスタファ・アフワンドは、この戦闘はオマーンとの国境付近で新たに発見されたイエメンの石油、金、銀の支配権を巡るサウジアラビアとアラブ首長国連邦（UAE）の争いであったと断言した。彼はまた、ハーディー大統領は辞任し、国家再建のために大統領となりフーシと協力する意思のある適切な候補者を容認するべきだと述べた。
STCは2018年のアデンの戦闘でイエメン南部の主要都市アデンを占拠した。
STCはアラブ首長国連邦（UAE）に支援されている。アルジャジーラによると、UAEは、STCの指導者であるアッ＝ズバイディーに答えた南部の武装勢力に資金提供や訓練を行っている。
2019年8月7日、南部暫定評議会がアデンを攻撃。同月10日、市内の暫定政権側の大統領宮殿を占拠した。
2019年11月5日、ハーディー政権と和解に合意し、双方からなる政府をつくる協定に署名した。しかし、南部の人々を対等に反映した新内閣の発足や、軍の再編成といった主要な協定の内容を期限内に終えることができず、2020年4月26日、暫定政府との和平合意が破談したとして、同国南部を自ら統治すると宣言した。7月29日には宣言を撤回し和平合意の履行を促進することを発表した。

## 政府と大統領諮問委員会
大統領諮問委員会は26人で構成されている。
- Aidarus al-Zoubaidi - STC大統領
- Hani Bin Breik - STC副大統領、アル・ヒザム旅団司令官
- Fadhl al-Ghadi - ダーリウ県知事
- Lutfi Bashareef - 通信大臣
- Murad al-Hallemy - 運輸大臣
- Hamid Lamlas - シャブワ県知事
- Nasser Al-Khobbaki - ラフジ県知事
- Ahmed bin Breik - ハドラマウト県知事
- Saleh Al-Awlaqi - 南部国会議員
- Abdulhadi Shayif - エコノミスト
- Abdullah Arefarar - マフラ県、ソコトラ県代議員
- Abdurrab Al-Naqee - アビヤン県代議員
- Adnan Al-Kaaf - アデン県代議員
- Ahmed Al-Socotry - ソコトラ県知事
- Mona Basharaheed - 文学者
- Aqel al-Attas - 活動家
- Lutfi Shatara - ジャーナリスト
- Sahair Ali - 法学者
- Ahmed Bamuallem - 准将、ハドラマウト県代議員
- Abdurahman Shaikh- アデン県代議員
- Salem al-Awlaqi - 活動家
- Ameen Saleh - 活動家
- Nasser Assadi - 准将、活動家
- Ali Ashaibah - 准将、活動家
- Niran Suqi - 法学者
- Ali Al-Kathiri - SLA党代表